# Frédéric Adam (Musiker)
Frédéric Adam (auch Fritz und Friedrich; * 4. Januar 1904 in Hinsbourg; † 7. September 1984 in Illkirch-Grafenstaden) war ein Organist, Komponist, Dirigent und Operndirektor.

## Leben
Frédéric Adam studierte bei Marie-Joseph Erb in Straßburg und bei Charles Koechlin in Paris. 1933 wurde er Korrepetitor an der Oper Straßburg. Bis 1936 war er hier Chorleiter. Ab 1936 war er Dirigent und Theaterkapellmeister. Von 1955 bis 1960 war er gemeinsam mit Ernest Bour Co-Direktor und von 1960 bis 1972 leitender Direktor der Oper. Er inszenierte französische Erstaufführungen bedeutender Opern. Die Oper Hecube von Jean Martinon war ein Auftragswerk der Oper und wurde 1956 uraufgeführt. Es folgten 1958 L’apostrophe von Jean Francaix, 1959 Wozzeck von Alban Berg, nachdem eine deutsche Opernkompanie das Werk schon in Paris aufgeführt hatte, 1961 Il prigioniero von Luigi Dallapiccola, 1965  A Midsummer Night’s Dream von Benjamin Britten und Die Frau ohne Schatten von Richard Strauss, 1967 Der junge Lord von Hans Werner Henze.  Unter seiner Ägide fanden Wiederaufführungen und Wiederentdeckungen statt wie 1960 Les Troyens, 1967 Padmâvatî von Albert Roussel und die französischen Erstaufführungen von Don Procopio von Georges Bizet 1967 und Dalibor von Bedřich Smetana 1968. Auch Opern Richard Wagners gab er in Straßburg eine Bühne. 1956 und 1963 führte er den Ring des Nibelungen mit der Bayreuther Besetzung auf. 1961 folgte Parsifal mit dem Debüt von Régine Crespin als Kundry. 1966 inszenierte er Tannhäuser und der Sängerkrieg auf Wartburg mit dem französischen Debüt von Birgit Nilsson. Obwohl er als führender, französischer Dirigent der Werke Richard Wagners ein großes internationales Renommee besaß, suchte er nicht die internationale Karriere und blieb der Oper in Straßburg treu, wo er die musikalischen und visuellen Standards seiner Produktionen immer weiter verbesserte. Er arbeitete mit dem polnischen Komponisten und Theaterproduzenten Bronislav Horowicz  (1910–2005), Rudolf Hartmann und Hans Hotter zusammen.

## Werke (Auswahl)
- Sinfonie Nr. 1, 1937
- Pastorale für Orgel, 1942. Veröffentlicht in Rudolf Walter: Orgelmusik am Oberrhein, Willy Müller Verlag, Heidelberg
- Sinfonie Nr. 2, 1942 in Straßburg uraufgeführt vom Straßburger Sinfonieorchester unter der Leitung des Komponisten. Das Werk besteht aus drei Sätzen[5][2]
- Konzert für Orchester, Uraufführung 1942 in Straßburg durch das dortige Opernorchester unter der Leitung von Generalmusikdirektor Hans Rosbaud.[5][6]
- Cendrillon, Ballett, 1944
- Judith, Oper, Straßburg, komponiert 1947, Uraufführung 1948 in Straßburg
- Arabesque, Ballett, 1948
- Sinfonie Nr. 3, 1949
- Variations concertantes für Oboe und Orchester, 1950
- Le voyage vers l’étoile, Oper, 1954
- Aria für Oboe und Orgel[4]
- Concertino-Pastorale für Englischhorn und Orchester
- Streichquartett Nr. 1
- Streichquartett Nr. 2
- Suite populaire espagnole für Sinfonieorchester